# السعي وراء الافتراس

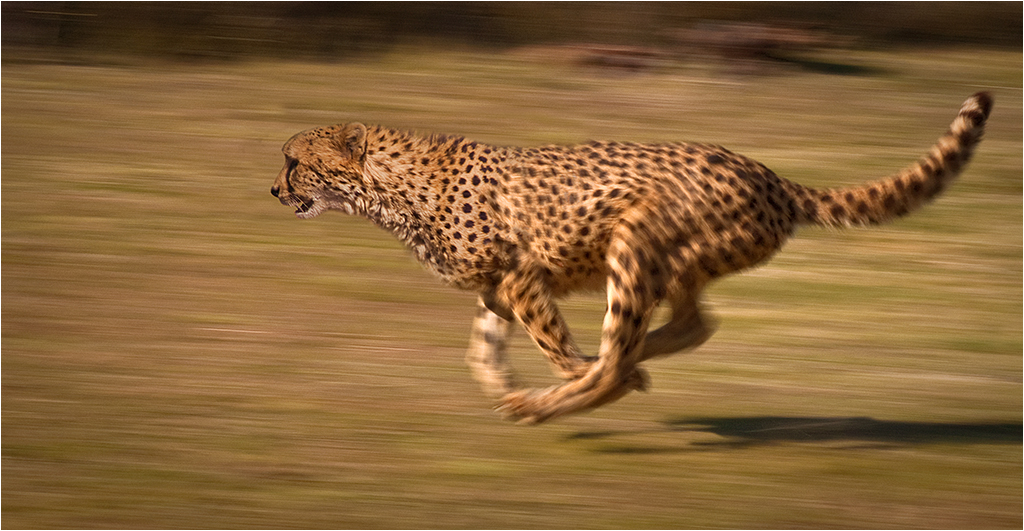
الفهد يعرض مطاردة الافتراس

السعي وراء الافتراس هو شكل من أشكال الافتراس حيث تقوم الحيوانات المفترسة بمطاردة الفريسة الهاربة. يمكن أن تبدأ المطاردة إما من قبل المفترس أو من قبل الفريسة، إذا تم تنبيه الفريسة إلى وجود مفترس ومحاولة الفرار قبل أن يقوم المفترس بمطاردته. تنتهي المطاردة عندما يلتقط المفترس الفريسة ويستهلكها، أو تهرب الفريسة. عادة ما يتم ملاحظة الافتراس المطارد في الأنواع الآكلة للحوم داخل المملكة الحيوانية، مع بعض الأمثلة الشهيرة مثل الفهود والأسود والذئاب.
السعي وراء الافتراس هو إستراتيجية افتراس بديلة لنصب كمين للافتراس. بينما تستخدم مفترسات الملاحقة مرحلة الاكتشاف والمطاردة من أجل الحصول على الفريسة، تستخدم مفترسات الكمائن التخفي لالتقاط الفريسة. القوة والسرعة مهمان لملاحقة الحيوانات المفترسة، في حين أن الحيوانات المفترسة التي نصبها الكمائن تتجاهلها لصالح المفاجأة من موقع مخفي عادةً. في حين أن نمطي الافتراس لا يستبعد أحدهما الآخر، فإن الاختلافات المورفولوجية في خطة الجسم يمكن أن تخلق تحيزًا في الكائن الحي تجاه كل نوع من أنواع الافتراس.
أحد أشكال افتراس المطاردة هو الصيد المستمر، وبعض الحيوانات أمثلة لكلا النوعين من الحيوانات المفترسة.

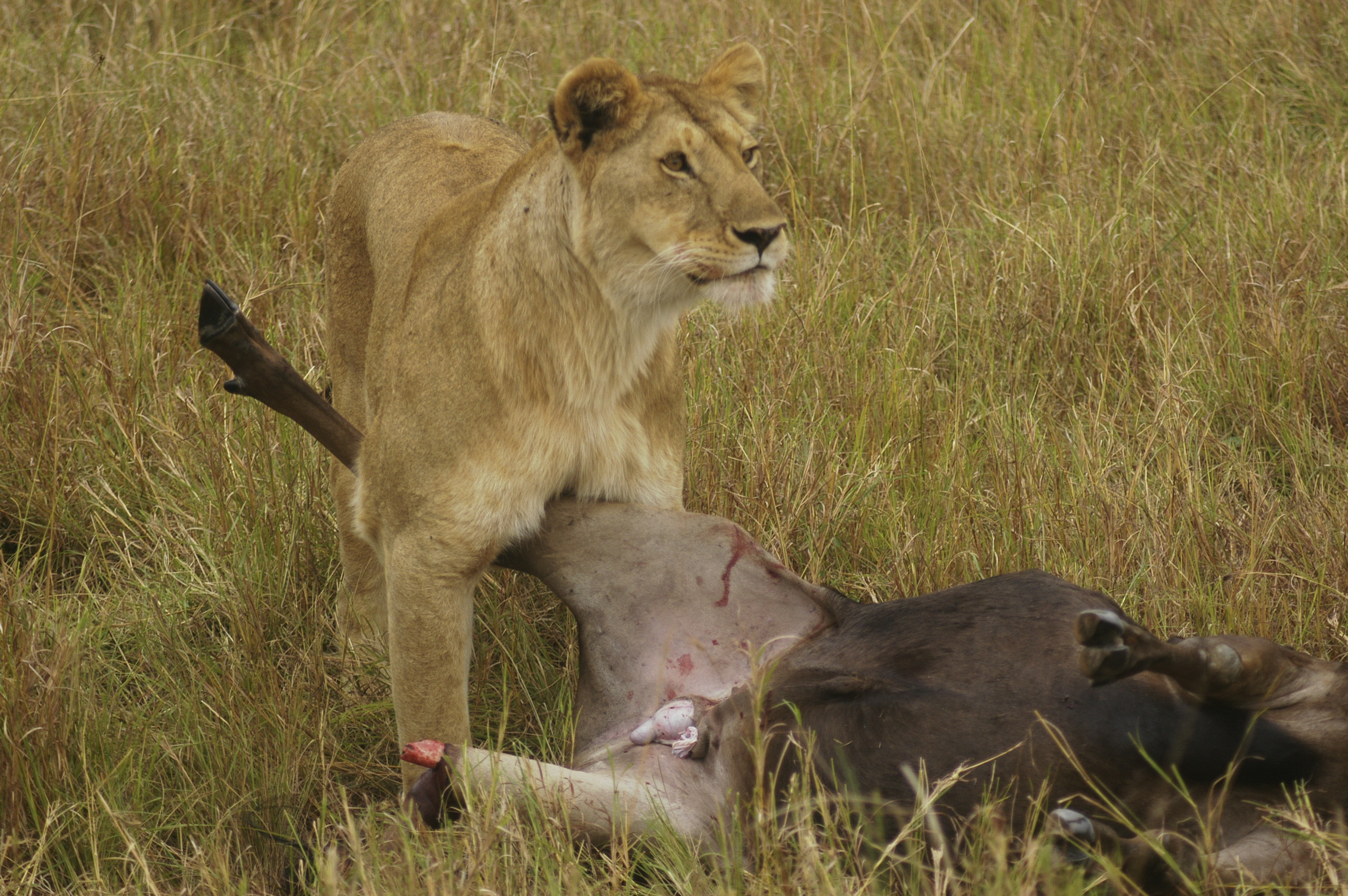
لبوة تقتات على جيفة نو أزرق في محمية ماساي مارا بكينيا

## إستراتيجية
لا يزال هناك عدم يقين بشأن ما إذا كانت الحيوانات المفترسة تتصرف بتكتيك أو إستراتيجية عامة أثناء الافتراس. ومع ذلك، هناك العديد من السلوكيات الشائعة بين المفترسين المطاردة. في كثير من الأحيان، ستقوم الحيوانات المفترسة باستكشاف الفريسة المحتملة، وتقييم كمية وكثافة الفريسة قبل الانخراط في مطاردة. تختار بعض الحيوانات المفترسة تعقب فريستها في المقام الأول في مجموعة من الكائنات الحية؛ تُعرف هذه الحيوانات باسم صيادي العبوات أو مطاردة المجموعات. الأنواع الأخرى تختار الصيد بمفردها. يرجع هذان السلوكان عادةً إلى الاختلافات في نجاح الصيد، حيث تكون بعض المجموعات ناجحة جدًا في مجموعات والبعض الآخر أكثر نجاحًا بمفردها. قد تختار المفترسات المطاردة أيضًا إما استنفاد مواردها الأيضية بسرعة. أو تسريع أنفسهم أثناء مطاردة. يمكن أن يتأثر هذا الاختيار بأنواع الفرائس، أو الإعدادات الموسمية، أو الإعدادات الزمنية. تميل الحيوانات المفترسة التي تستنفد مواردها الأيضية بسرعة أثناء مطاردة إلى مطاردة فرائسها أولاً، وتقترب ببطء من فريستها لتقليل مسافة المطاردة والوقت. عندما يكون المفترس على مسافة أقرب (واحدة من شأنها أن تؤدي إلى أسر فريسة أسهل)، فإنه في النهاية يطاردها. يُنظر إلى متابعة السرعة بشكل أكثر شيوعًا في المطاردة الجماعية، حيث لا تحتاج الحيوانات الفردية إلى بذل نفس القدر من الطاقة لالتقاط الفريسة. ومع ذلك، يتطلب هذا النوع من المطاردة تنسيقًا جماعيًا قد يكون له درجات متفاوتة من النجاح. نظرًا لأن المجموعات يمكن أن تشارك في مطاردات أطول، فإنها غالبًا ما تركز على فصل عنصر فريسة أضعف أو أبطأ أثناء المطاردة. من الناحية الشكلية، بينما يتطلب الافتراس في الكمين خلسة. السعي وراء الافتراس يتطلب السرعة. تعد مفترسات المطاردة طويلة الأطراف نسبيًا ومجهزة بتكييفات سريعة. تشير النظريات الحالية إلى أن هذا النهج طويل الأطراف نسبيًا لخطة الجسم كان بمثابة إجراء تطوري مضاد للتكيف مع الفريسة.

## متعقبو المجموعة

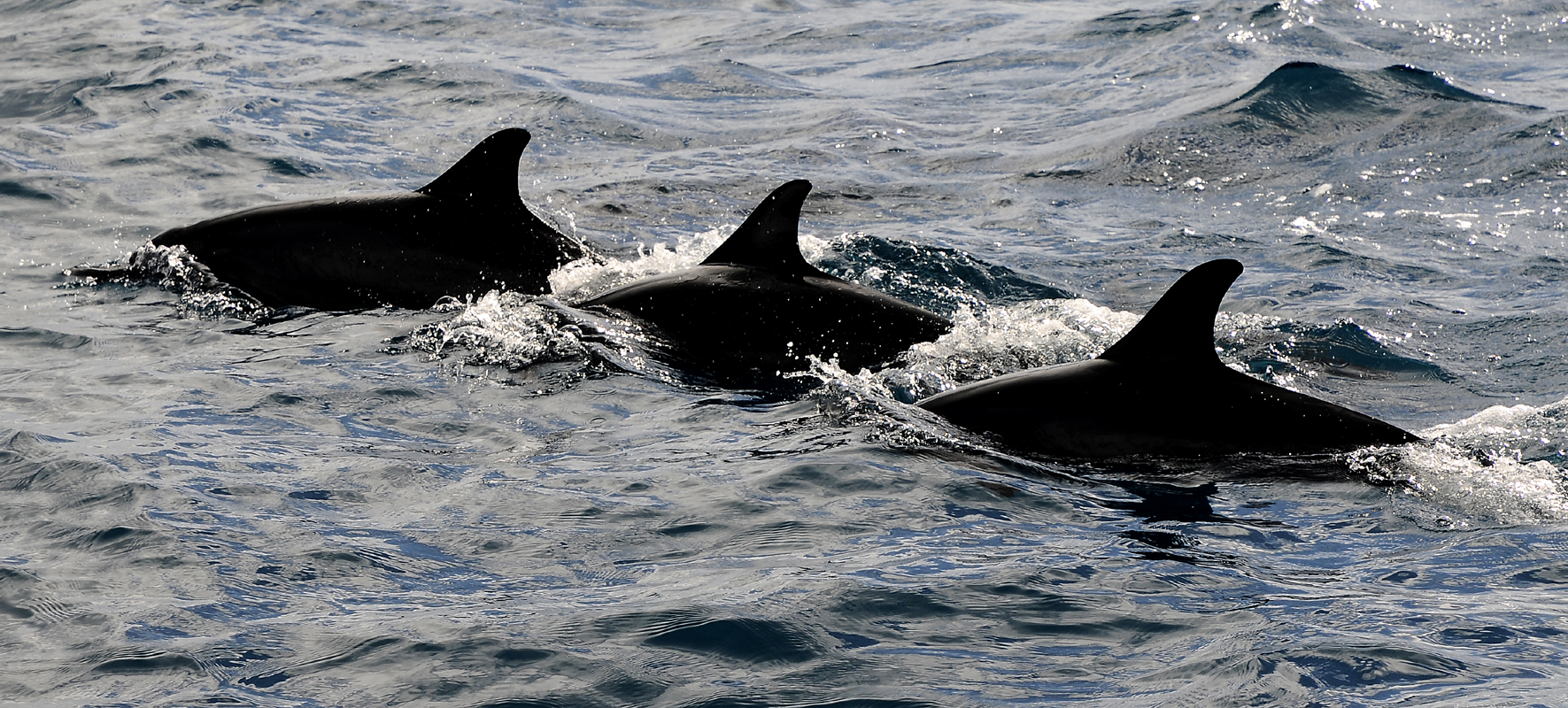
جراب صغير من الدلافين

### الفقاريات

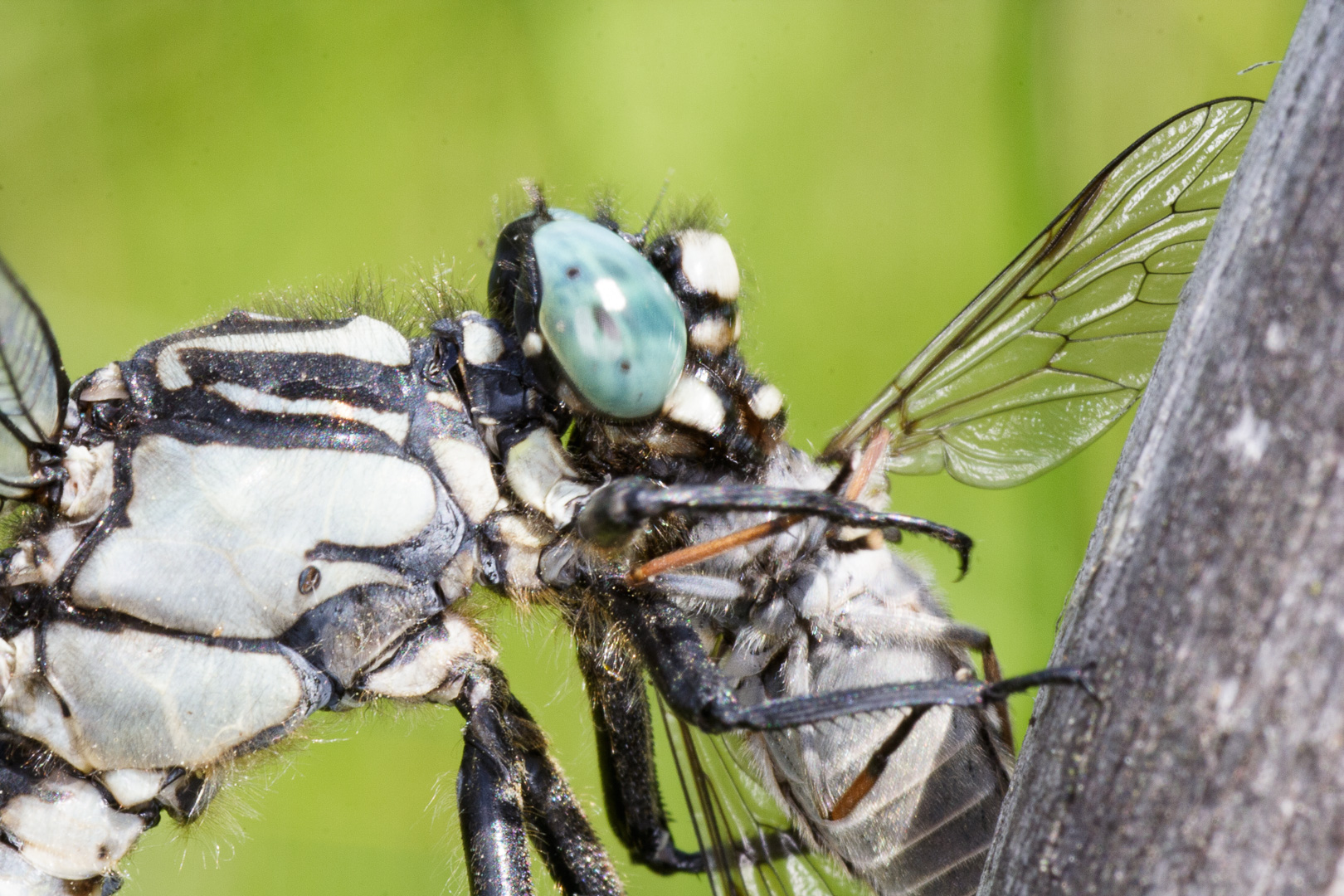
اليعسوب مع الفريسة

مطاردون المجموعة يصطادون مع مجموعة من المحددات. عادة ما يُرى السعي الجماعي في الأنواع ذات النشاط الاجتماعي المرتفع نسبيًا؛ في الفقاريات، يبدو أن الأفراد غالبًا ما يكون لديهم أدوار محددة في السعي.

### الثديات
من المعروف أن مجموعات الكلاب البرية الأفريقية تنقسم إلى عدة مجموعات أصغر أثناء المطاردة؛ تبدأ إحدى المجموعات المطاردة، بينما تسافر الأخرى قبل مسار هروب الفريسة. تنسق مجموعة مبادئي المطاردة مطاردتهم لقيادة الفريسة نحو موقع المجموعة الثانية، حيث سيتم قطع مسار هروب الفريسة بشكل فعال.

### طيور

الدبور الآسيوي العملاق (فيسبا ماندرينيا)

بينما يُعتقد عمومًا أن الطيور صيادون أفراد، هناك بعض الأمثلة على الطيور التي تتعاون أثناء الملاحقات. يمتلك صقور هاريس استراتيجيتين تعاونيتين للصيد: الاختراق المحيط والغطاء، وهجوم مطاردة التتابع الطويلة.
تتضمن الإستراتيجية الأولى مجموعة من الصقور المحيطة بالفريسة مخبأة تحت شكل من أشكال الغطاء، بينما يحاول صقر آخر اختراق غطاء الفريسة. محاولة الاختراق تطرد الفريسة من غلافها حيث يقتلها بسرعة أحد الصقور المحيطة بها.
الاستراتيجية الثانية أقل شيوعًا: فهي تتضمن «هجوم تتابع» تنخرط فيه مجموعة من الصقور، بقيادة صقر «رئيس»، في مطاردة طويلة للفريسة. الصقر «الرصاص» سوف يغوص لقتل الفريسة. إذا لم ينجح الغوص، فإن دور «القائد» ينتقل إلى صقر آخر يغوص في محاولة أخرى لقتل الفريسة. خلال هجوم التتابع الملحوظ، تم عرض 20 غطسة وبالتالي 20 مفتاحًا رئيسيًا.

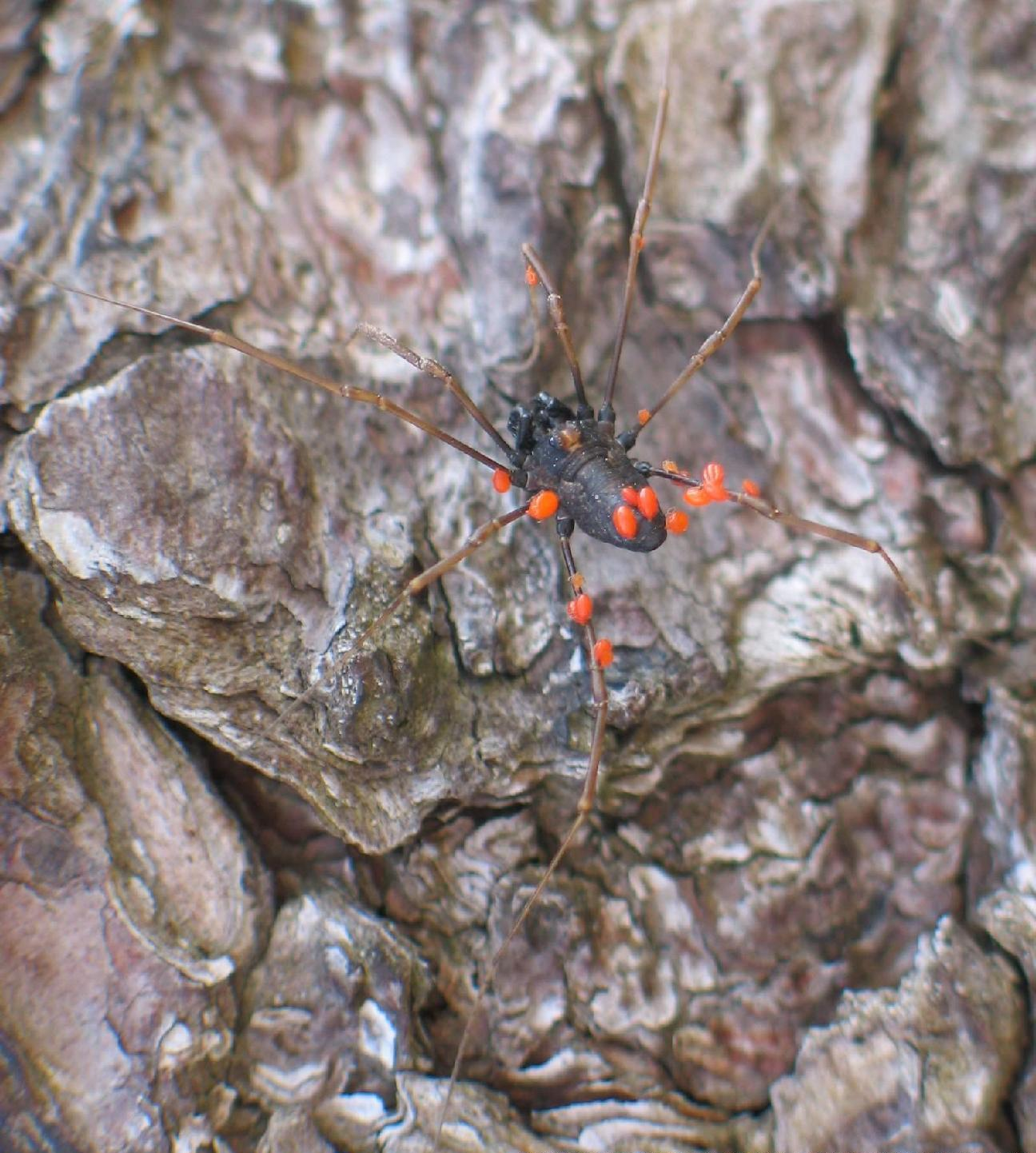
قرادة تتطفل على حشرة الحصّاد

### اللافقاريات

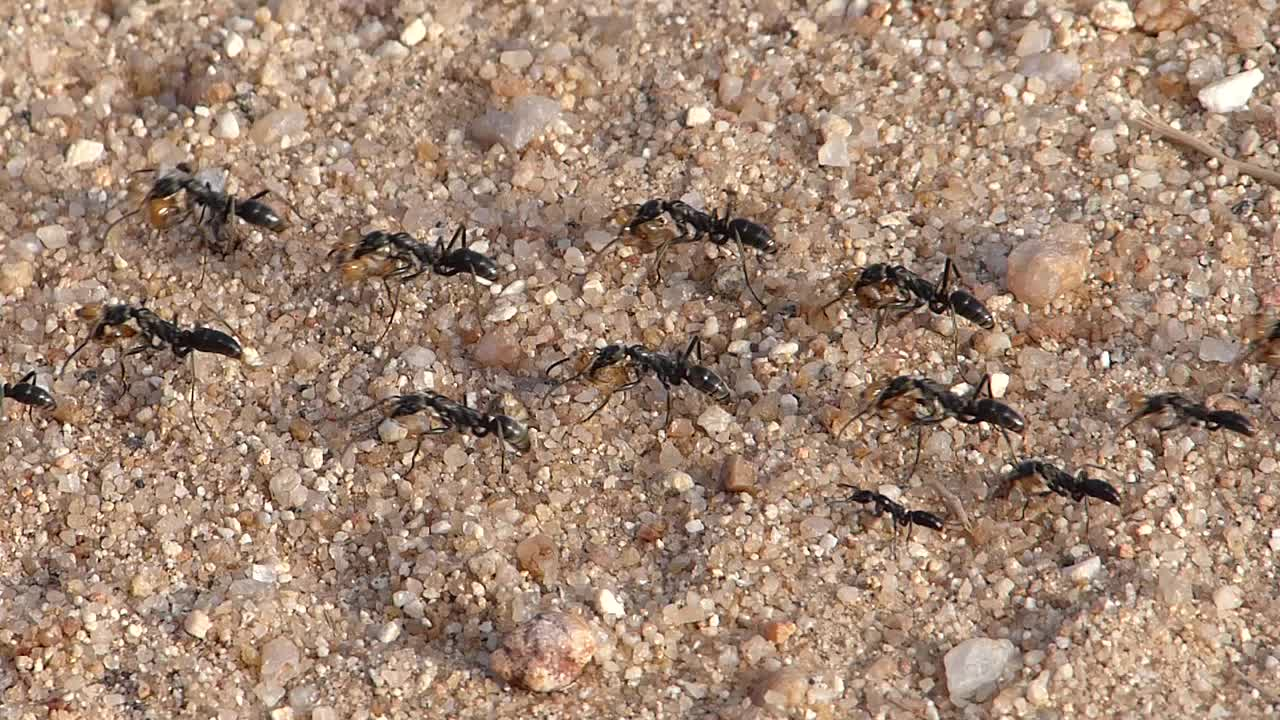
ماتابيلي النمل (باتشكونديلا.) يحمل النمل الأبيض الميت

كما هو الحال في الفقاريات، هناك العديد من أنواع اللافقاريات التي تطارد الفرائس بنشاط في مجموعات وتعرض تخصصًا في المهام، ولكن في حين أن الفقاريات تغير سلوكها بناءً على دورها في الصيد، فإن تفويض مهمة اللافقاريات عادة ما يعتمد على الاختلافات المورفولوجية الفعلية. الغالبية العظمى من الحشرات الاجتماعية العليا لها طبقات داخل مجموعة سكانية تميل إلى الاختلاف في الحجم ولها هياكل متخصصة لمهام مختلفة. يتم أخذ هذا التمايز إلى أقصى الحدود في مجموعات أرضة وغشائيات الأجنحة، أو النمل الأبيض والنمل، والنحل، والدبابير على التوالي.
يشكل النمل الذي يصطاد النمل الأبيض من جنس باتشكونديلا، المعروف أيضًا باسم نمل ماتابيلي، أطرافًا للإغارة تتكون من النمل من طبقات مختلفة، مثل النمل الجندي والنمل العامل. يعتبر النمل الجندي أكبر بكثير من النمل العامل، مع وجود فك أكثر قوة وهياكل خارجية أكثر قوة، وبالتالي يشكلون الخطوط الأمامية لحفلات الإغارة ويكونون مسؤولين عن قتل الفريسة. عادة ما يقوم العمال بجزار وحمل الفريسة المقتولة، أثناء دعم الجنود. الأطراف المهاجمة شديدة الحركة وتتحرك بقوة في مستعمرات النمل الأبيض، وغالبًا ما تخترق دفاعاتها الخارجية وتدخل تلالها. لا يقوم النمل بإفراغ كومة النمل الأبيض تمامًا، بدلاً من ذلك يأخذ القليل منها فقط، مما يسمح للنمل الأبيض باستعادة أعداده بحيث يكون للنمل دفق مستمر من الفرائس.
تشكل الدبابير الآسيوية العملاقة حفلات مداهمة مماثلة لاصطياد فرائسها، والتي تتكون عادة من نحل العسل. تتجمع الدبابير العملاقة معًا كفريق واحد يمكنها تدمير مستعمرة نحل العسل بأكملها، وخاصة تلك التي تنتمي إلى نحل العسل الأوروبي غير الأصلي. وحدها، الدبابير معرضة للهجوم من قبل النحل الأصغر، الذين يحشدون الدبابير ويهتزون بطونهم لتوليد الحرارة، ويطبخون الدبابير بشكل جماعي حتى يموت. من خلال الصيد في مجموعات، تتجنب الدبابير هذه المشكلة.

## المطاردون الأفراد

### الثدييات
في حين أن معظم أنواع القطط الكبيرة هي مفترسات كمائن فردية، فإن الفهود هي مفترسات مطاردة. تُعرف الفهود على نطاق واسع بأنها أسرع حيوان بري، حيث تصل سرعتها إلى 61-64 ميلاً في الساعة، وتستفيد من سرعتها أثناء المطاردة. ومع ذلك، فإن سرعتها وتسارعها لهما أيضًا عيوب، حيث لا يمكن الحفاظ على كليهما إلا لفترات زمنية قصيرة. تشير الدراسات إلى أن الفهود يمكنها الحفاظ على السرعة القصوى لمسافة تقارب 500 ياردة. بسبب هذه القيود، غالبًا ما يتم ملاحظة الفهود وهي تعمل بسرعات معتدلة أثناء المطاردة. هناك ادعاءات بأن مفتاح نجاح مطاردة الفهود قد لا يكون سرعتها فقط. الفهود رشيقة للغاية وقادرة على المناورة وتغيير الاتجاهات بسرعات عالية جدًا في فترات زمنية قصيرة جدًا. يمكن أن تعوض هذه القدرة الواسعة على المناورة عن مطاردة عالية السرعة غير مستدامة، لأنها تسمح للفهود بإغلاق المسافة بين الفريسة بسرعة دون تقليل سرعتها عندما تغير الفريسة اتجاهها.

### اللافقاريات
اليعسوب مطاردون جويون ماهرون. لديهم معدل نجاح 97% لالتقاط الفريسة. معدل النجاح هذا هو نتيجة «القرار» بشأن الفريسة التي يجب متابعتها، بناءً على الشروط الأولية. تظهر الملاحظات التي أجريت على العديد من أنواع اليعسوب الجاثمة مزيدًا من عمليات المطاردة على مسافات بدء أكبر لأنواع الفرائس الأكبر حجمًا مقارنة بالفرائس الأصغر بكثير. تشير أدلة أخرى إلى وجود تحيز محتمل تجاه فريسة أكبر، بسبب المكافآت الأيضية الأكثر أهمية. هذا التحيز على الرغم من حقيقة أن الفريسة الأكبر عادة ما تكون أسرع وأن اختيارها يؤدي إلى مساعي أقل نجاحًا. قد يكون معدل نجاح اليعسوب العالي في التقاط الفريسة أيضًا بسبب طريقة اعتراضها للبحث عن الطعام. على عكس المطاردة الكلاسيكية، التي يهدف فيها المفترس إلى الوضع الحالي لفريسته، يتنبأ اليعاسيب باتجاه الفريسة للحركة، كما في التنقل الموازي. وقد لوحظ وجود حشرات اليعسوب «تعلق» على مواقع الفرائس عالية الكثافة قبل المطاردة. لا توجد فروق ملحوظة في كفاءة أسر الفرائس بين الذكور والإناث. علاوة على ذلك، فإن حشرات اليعسوب بيرشر مرتبطة بنطاقها البصري. من المرجح أن ينخرطوا في المطاردة عندما تأتي الفريسة بزاوية مقابلة تبلغ حوالي 1-2 درجة. الزوايا الأكبر من هذا تقع خارج النطاق البصري ليعسوب.

## الأساس التطوري للسلوك

### التطور كإجراء مضاد
تشير النظرية الحالية حول تطور السعي وراء الافتراس إلى أن السلوك هو إجراء تطوري مضاد للتكيف مع الفريسة. تختلف الحيوانات المفترسة في احتمالية تجنب الافتراس، وفشل الافتراس هو الذي يدفع تطور الفريسة والحيوانات المفترسة. تختلف معدلات فشل الافتراس بشكل كبير عبر المملكة الحيوانية؛ يمكن أن تفشل الطيور الجارحة في أي مكان من 20% إلى 80% من الوقت في الافتراس، بينما تفشل الثدييات المفترسة عادة لأكثر من نصف الوقت. يدفع تكيف الفريسة هذه المعدلات المنخفضة على ثلاث مراحل: مرحلة الاكتشاف، ومرحلة المتابعة، ومرحلة المقاومة. قادت مرحلة المطاردة تطور السلوكيات المتميزة لمطاردة الافتراس.
حيث أن الضغط الانتقائي على الفريسة أعلى منه على الحيوانات المفترسة. يحدث التكيف عادة في الفريسة قبل وقت طويل من التكيفات المتبادلة في الحيوانات المفترسة. تدعم الأدلة الموجودة في السجل الأحفوري هذا، مع عدم وجود دليل على وجود مفترسات مطاردة حديثة حتى أواخر العصر الثلاثي. تم العثور على تكيفات معينة، مثل الأطراف الطويلة في ذوات الحوافر، والتي كان يُعتقد أنها تتكيف مع السرعة ضد السلوك المفترس، لتسبق الحيوانات المفترسة بأكثر من 20 مليون سنة. وبسبب هذا، فإن افتراس السعي الحديث هو تكيف قد يكون تطور بشكل منفصل وبعد ذلك بكثير كضرورة لمزيد من الطاقة في المناخات الباردة والجافة. الأطراف الأطول في الحيوانات المفترسة، والتكيف المورفولوجي الرئيسي المطلوب للسعي المطول للفريسة، مرتبط في سجل الحفريات بالمرحلة الثالثة المتأخرة. يُعتقد الآن أن الحيوانات المفترسة الحديثة مثل الذئب والأسد طورت هذا السلوك في هذه الفترة الزمنية كرد فعل لزيادة نطاق التغذية ذوات الحوافر. عندما انتقلت الفريسة ذات الحوافر إلى نطاق تغذية أوسع لاكتشاف الغذاء استجابة لتغير المناخ، طورت الحيوانات المفترسة الأطراف الطويلة والسلوك الضروري لملاحقة الفريسة عبر نطاقات أكبر. في هذا الصدد، لا يعد السعي وراء الافتراس تطوريًا مشتركًا مع تكيف الفريسة، ولكنه استجابة مباشرة للفريسة. إن تكيف الفريسة مع المناخ هو السبب التكويني الرئيسي لتطوير السلوك والضرورات المورفولوجية لمتابعة الافتراس.
بالإضافة إلى العمل كإجراء مضاد للتكيف مع الفرائس، فقد تطور السعي وراء الافتراس في بعض الأنواع كآلية اختيارية بديلة للبحث عن الطعام. على سبيل المثال، تعمل الدببة القطبية عادةً كحيوانات مفترسة متخصصة لجراء الفقمة وتعمل بطريقة تنبأ بها عن كثب نظرية البحث الأمثل. ومع ذلك، فقد لوحظ أنها تستخدم في بعض الأحيان أساليب افتراس ملاحقة غير فعالة في استخدام الطاقة على الأوز الذي لا يطير. قد تعمل هذه الإستراتيجية المفترسة البديلة كمورد احتياطي عندما يكون البحث الأمثل عن العلف مستحيلًا ظاهريًا، أو قد يكون حتى وظيفة لتلبية الاحتياجات الغذائية.

### التطور من أساس بيئي
يدور السعي وراء الافتراس حول تفاعل حركي مميز بين المفترس والفريسة؛ عندما تتحرك الفريسة للعثور على مناطق جديدة للبحث عن العلف، يجب أن تتحرك الحيوانات المفترسة معهم. تتجمع المفترسات في مناطق كثافة الفرائس العالية. وبالتالي يجب على الفريسة تجنب هذه المناطق. ومع ذلك، قد يكون عامل التخفيف سببًا للبقاء في مناطق ذات كثافة عالية بسبب انخفاض خطر الافتراس. وبالنظر إلى تحركات الحيوانات المفترسة عبر النطاقات في السعي وراء الافتراس، يبدو عامل التخفيف سببًا أقل أهمية لتجنب الافتراس. بسبب هذه التفاعلات، تعد الأنماط المكانية للحيوانات المفترسة والفريسة مهمة في الحفاظ على حجم السكان. تقترن محاولات الفريسة لتجنب الافتراس والعثور على الطعام بمحاولات مفترسة للصيد والتنافس مع الحيوانات المفترسة الأخرى. تعمل هذه التفاعلات للحفاظ على السكان. يمكن استخدام نماذج الأنماط المكانية وتزامن العلاقات بين المفترس والفريسة كدعم لتطور افتراس المطاردة كآلية واحدة للحفاظ على ميكانيكا السكان هذه. من خلال مطاردة الفريسة على مسافات طويلة، تعمل الحيوانات المفترسة بالفعل على تحسين البقاء على المدى الطويل لكل من سكانها وفرائسها من خلال تزامن السكان. يعمل السعي وراء الافتراس على موازنة التقلبات السكانية عن طريق نقل الحيوانات المفترسة من مناطق ذات كثافة عالية للحيوانات المفترسة إلى كثافة منخفضة للحيوانات المفترسة، وكثافة منخفضة للفريسة إلى كثافة فريسة عالية. هذا يحافظ على تزامن السكان المهاجرين، مما يزيد من استمرار الاستقلاب. يكون تأثير السعي وراء الافتراس على استمرار السكان أكثر وضوحًا في نطاقات السفر الأكبر. عادةً ما تكون مستويات المفترس والفريسة أكثر تزامنًا في الافتراس على نطاقات أكبر، حيث تتمتع الكثافة السكانية بقدرة أكبر على الخروج. يمكن بعد ذلك دعم افتراس الملاحقة كآلية تكيفية ليس فقط لنجاح التغذية الفردية ولكن أيضًا لاستمرار عملية التمثيل الغذائي.

## التكيف مع مكافحة المفترس لمتابعة الافتراس

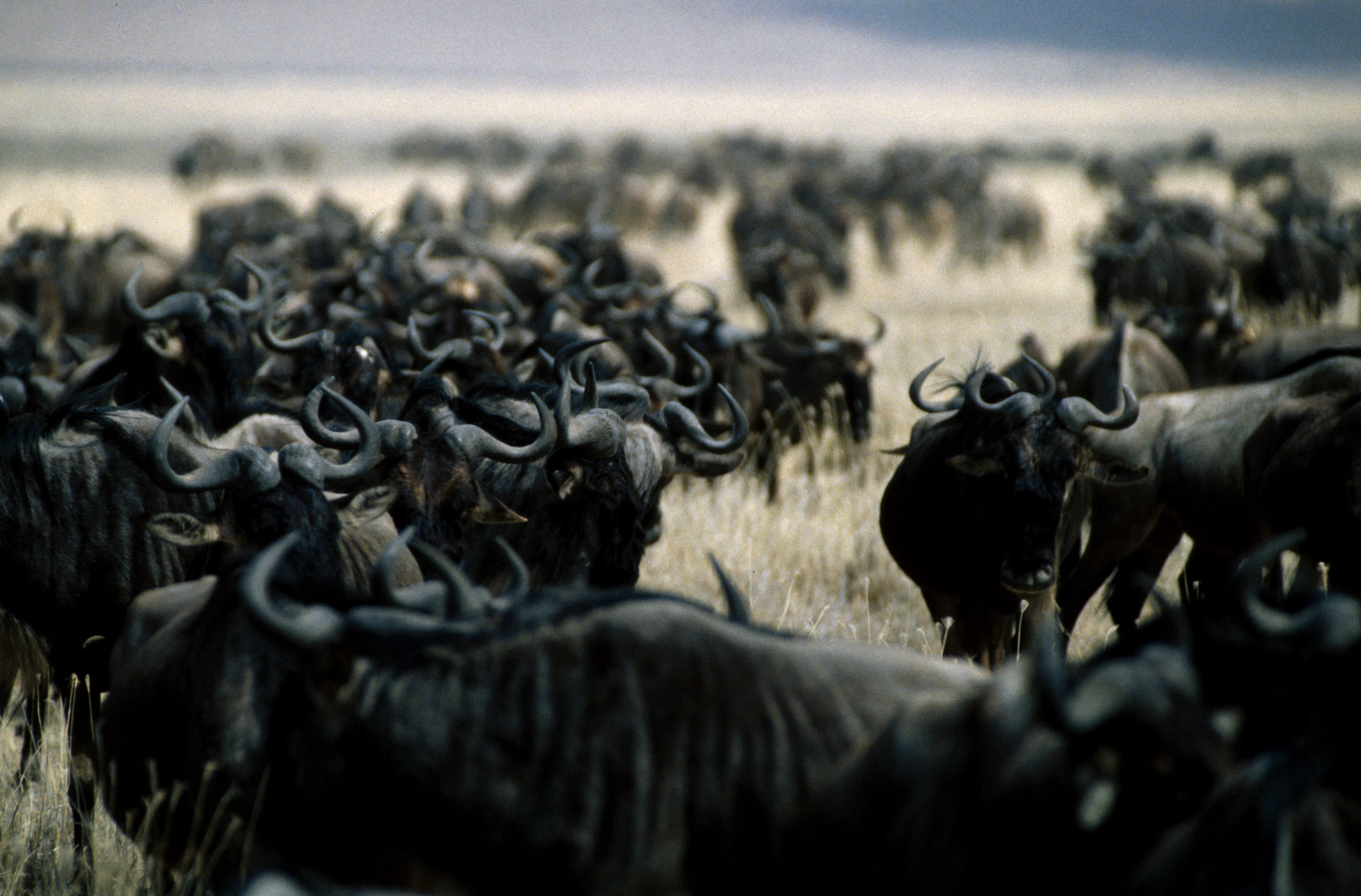
الحيوانات البرية في قطيع، تظهر القليل من التمايز بين الأفراد (انخفاض الغرابة)

### التكيف ضد المفترس
تمامًا كما أدى سباق التسلح التطوري إلى تطوير سلوك المطاردة للحيوانات المفترسة، فقد أدى أيضًا إلى تكيف الفريسة ضد الحيوانات المفترسة. وقد لوحظ أن عروض الإنذار مثل تحريك ذيل سوامفين الشرقي، وعلامات ذيل الغزلان ذات الذيل الأبيض، وتوقف غزال طومسون، مما يحد من المطاردة. يُعتقد أن هذا التكتيك يشير إلى أن وجود المفترس معروف، وبالتالي، فإن السعي وراءه سيكون أكثر صعوبة. تكون هذه العروض أكثر تكرارًا عندما تكون الحيوانات المفترسة على مسافة متوسطة. يتم استخدام شاشات التنبيه في كثير من الأحيان عندما تعتقد الفريسة أن الحيوانات المفترسة أكثر عرضة لتغيير قرار ملاحقتها. على سبيل المثال، الفهود، الحيوانات المفترسة الشائعة لغزلان طومسون، أقل عرضة لتغيير خيارهم للمتابعة. على هذا النحو، فإن غزال الغزلان أقل عند وجود الفهود مما هو عليه عند وجود الحيوانات المفترسة الأخرى. بالإضافة إلى التكيفات السلوكية، هناك أيضًا تكيفات مورفولوجية لمكافحة المفترس لملاحقة الحيوانات المفترسة. على سبيل المثال، طور العديد من الطيور ريشًا ردفًا يسقط بقوة أقل بكثير من ريش أجزاء الجسم الأخرى. هذا يسمح بسهولة الهروب من الطيور المفترسة، حيث تقترب الحيوانات المفترسة من الفريسة من ردفها.

### تأثير الارتباك
في العديد من الأنواع التي تقع فريسة لمتابعة الافتراس، تطورت التجمعات على نطاق واسع كسلوك وقائي. يمكن أن تكون هذه القطعان محددة (جميع الأفراد من نوع واحد) أو غير متجانسة. هذا يرجع في المقام الأول إلى تأثير الارتباك، والذي ينص على أنه إذا تجمعت الحيوانات المفترسة في مجموعات كبيرة، فإن الحيوانات المفترسة ستواجه صعوبة أكبر في تحديد وتتبع أفراد معينين. هذا التأثير له تأثير أكبر عندما يكون الأفراد متشابهين بصريًا وأقل تمييزًا. في المجموعات التي يتشابه فيها الأفراد بصريًا، هناك علاقة سلبية بين حجم المجموعة ومعدلات نجاح المفترس. قد يعني هذا أن العدد الإجمالي للهجمات يتناقص مع زيادة حجم المجموعة أو أن عدد الهجمات لكل عملية قتل يزداد مع زيادة حجم المجموعة. هذا صحيح بشكل خاص في الموائل المفتوحة ، مثل الأراضي العشبية أو النظم الإيكولوجية للمحيطات المفتوحة، حيث يكون منظر مجموعة الفريسة دون عائق، على عكس الغابة أو الشعاب المرجانية. تميل أنواع الفرائس في هذه البيئات المفتوحة إلى أن تكون قطعية بشكل خاص، مع أمثلة بارزة مثل الزرزور والسردين. عندما يكون أفراد القطيع مختلفين بصريًا، فإن معدل نجاح الحيوانات المفترسة يزيد بشكل كبير. في إحدى الدراسات، تم اختيار الحيوانات البرية في السافانا الأفريقية عشوائيًا، وكانت قرونها مطلية باللون الأبيض. أدى هذا إلى تمييز أو شذوذ في السكان؛ وجد الباحثون أن الحيوانات البرية ذات القرون البيضاء تم افتراسها بمعدلات أعلى بكثير. من خلال التميز، لا يتم فقدان الأفراد بسهولة في الحشد، وبالتالي فإن الحيوانات المفترسة قادرة على تعقبهم ومتابعتهم بدقة أعلى. وقد تم اقتراح هذا على أنه السبب في أن العديد من الأسماك المدرسية تظهر القليل من ازدواج الشكل الجنسي أو لا تظهر على الإطلاق، ولماذا العديد من الأنواع في المدارس غير النوعية تحمل تشابهًا وثيقًا مع الأنواع الأخرى في مدرستهم.